# Emily Henrich
Pour les articles homonymes, voir Henrich.
Pas d'image ? Cliquez ici

a Compétitions nationales et continentales officielles uniquement.

b Matchs officiels uniquement.
Dernière mise à jour le 23 juillet 2025.
Emily Henrich, née le 10 novembre 1999 à Buffalo (États-Unis), est une joueuse internationale américaine de rugby à XV et internationale de rugby à sept évoluant aux postes de centre ou d'ailier. Elle joue en Championnat d'Angleterre, aux Leicester Tigers.

## Biographie
Emily Henrich naît le 10 novembre 1999, à Buffalo aux États-Unis, de parents qui ont tous deux pratiqué le rugby à XV. Elle commence la pratique du rugby dès l'âge de six ans. Adolescente, elle pratique également le ski acrobatique à haut niveau. À 13 ans, elle commence à s'entrainer avec l'équipe du lycée d'Orchard Park, à la demande de sa mère qui entraine l'équipe et manque de joueuses.
Au terme de la saison 2018-2019, elle reçoit le MA Sorensen award, le prix qui récompense la joueuse universitaire de l'année.
En 2019-2020, elle délaisse le XV pour se consacrer exclusivement au rugby à sept mais n'est pas sélectionnée pour les Jeux olympiques de Tokyo,.
Sélectionnée pour la Pacific Four Series 2023, elle se blesse et est forfait pour les rencontres face à l'Australie et la Nouvelle-Zélande. Elle fait son retour avec les Eagles à l'occasion de la première édition du WXV.
En 2024, alors qu'elle est officiellement sans club, elle est à nouveau retenue pour la Pacific Four Series.
À partir de la saison 2024-2025, elle joue avec les Leicester Tigers en Championnat d'Angleterre. Elle cumule, à la fin de l'été 2024, 18 sélections en équipe des États-Unis quand elle est retenue pour le WXV au Canada. Au mois de mars, elle dispute également la Pacific Four Series. Une fois la saison de Premiership terminée, elle s'engage avec les Banshees de Boston, qui évoluent en Women's Elite Rugby.

## Palmarès
- Médaillée d'argent aux Jeux panaméricains de 2019 avec l'équipe des États-Unis de rugby à sept.

### Distinctions personnelles
- Élue joueuse universitaire de l'année en 2019.